# Pentaphragma gamopetalum
Pentaphragma gamopetalum är en tvåhjärtbladig växtart som beskrevs av François Gagnepain. Pentaphragma gamopetalum ingår i släktet Pentaphragma och familjen Pentaphragmataceae. Inga underarter finns listade i Catalogue of Life.